# Résolution 2199 du Conseil de sécurité des Nations unies
Membres permanents
- Chine
- États-Unis
- France
- Royaume-Uni
- Russie

Membres non permanents
- Angola
- Chili
- Espagne
- Jordanie
- Lituanie
- Malaisie
- Nigeria
- Nouvelle-Zélande
- Tchad
- Venezuela

Résolution no 2198 Résolution no 2200
La résolution 2199 du Conseil de sécurité des Nations unies a été approuvée à l’unanimité le 12 février 2015 pour lutter contre le terrorisme. Parrainée par la Russie, ses dispositions juridiquement contraignantes ont donné aux quinze pays du Conseil de sécurité des Nations unies le pouvoir d'appliquer des décisions au moyen de sanctions économiques. La résolution a notamment souligné « la nécessité de combattre par tous les moyens, conformément à la Charte des Nations unies et au droit international, [...] les menaces à la paix et à la sécurité internationales causées par les actes terroristes ». 

## Dispositions
La résolution 2199 a mis en évidence plusieurs mesures financières pour lutter contre le terrorisme, telles que le gel des avoirs et la fermeture de toutes les sources de financement du terrorisme, y compris le trafic de drogue et l'extraction de ressources naturelles par les terroristes. La résolution a également noté que les dispositions de la résolution 2161 interdisent sans condition le paiement de rançons à des groupes terroristes en échange d’otages. La résolution condamne également la destruction du patrimoine culturel par l’« État » islamique et le Front Al-Nosra. 
En vertu de la résolution 2199, les États membres de l’ONU doivent rendre compte dans un délai de 120 jours au Comité des sanctions contre Al-Qaida de leur respect de la résolution. La résolution demandait également aux organes de lutte contre le terrorisme des Nations unies de superviser les progrès réalisés dans la mise en œuvre du document.